# Brzózki (Łódź)
Pour les articles homonymes, voir Brzózki.
Brzózki est une localité polonaise de la gmina de Galewice, située dans le powiat de Wieruszów en voïvodie de Łódź.